# A midsummer night's dream (Hackett)
A midsummer night’s dream is een studioalbum van Steve Hackett. Na gerockt te hebben op het vorige album Genesis Revisited vond Hackett weer tijd voor een album vol met muziek op de akoestische gitaar. Hij werd hier en daar bijgestaan door het Royal Philharmonic Orchestra onder leiding van Matt Dunkley, die ook op Genesis Revisited speelden. Opvallend was dat het album uitkwam op het platenlabel Angel, een label voor klassieke muziek van EMI. 
De muziek is gebaseerd op het toneelstuk A Midsummer Night's Dream van William Shakespeare. De hoes en binnenprenten waren van Kim Poor.

## Musici
- Steve Hackett – gitaar
- Roger King – orgel van St Simon Zelotes, Chelsea (17)
- John Hackett – dwarsfluit (9, 12, 14)

## Muziek
| Nr. | Titel                                      | Duur |
| --- | ------------------------------------------ | ---- |
| 1.  | The palace of Theseus                      |      |
| 2.  | A form in wax                              |      |
| 3.  | By paved fountain                          |      |
| 4.  | Titania                                    |      |
| 5.  | Set your heart at rest                     |      |
| 6.  | Oberon                                     |      |
| 7.  | Within this wood                           |      |
| 8.  | In the beached margent of the sea          |      |
| 9.  | Between the cold moon and the earth        |      |
| 10. | Puck                                       |      |
| 11. | Helena                                     |      |
| 12. | Peaseblossom, cobweb, moth and mustardseed |      |
| 13. | Mountains turned into clouds               |      |
| 14. | The lunatic, the lover and the poet        |      |
| 15. | Starlight                                  |      |
| 16. | Lysander and Demetrius                     |      |
| 17. | Celebration                                |      |
| 18. | All is mended                              |      |